# 後骨間神経
後骨間神経（こうこつかんしんけい, Posterior_interosseous_nerve）は、橈骨神経深枝から分枝する神経で、支配領域は、C7、C8領域である。

## 支配筋
- 総指伸筋
- 小指伸筋
- 尺側手根伸筋
- 回外筋
- 長母指外転筋
- 短母指伸筋
- 長母指伸筋
- 示指伸筋